# Quinto Flavio Amaciano
Quinto Flavio Amaciano (en latín, Quintus Flavius Amatianus) fue un caballero romano del siglo II, que desempeñó su carrera bajo los imperios de Adriano y Antonino Pío.

## Orígenes y carrera
Amaciano era natural de la ciudad de Capua, en la Regio I de Italia, Lacio y Campania, adscrito a la tribu Palatina, donde debió nacer ha comienzos del siglo II.
Un diploma militaris de 22 de noviembre de 139, muestra que en ese momento desempeñaba su prima militia del cursus honorum ecuestre como prefecto de la Cohors II Ulpia Galatarum en la provincia romana de Siria-Palestina, bajo las órdenes del gobernador Publio Calpurnio Atiliano. 
Bajo su mando se encontraba el beneficiario del licenciamiento recogido por el diploma militar, un soldado llamado Cayo, hijo de Lucio, natural de la ciudad de Nicia. No se conservan más datos sobre como continuó su carrera.